# Müllfischer
Die Bremerhavener Müllfischer waren ein Amateur-Kabarett aus Bremerhaven.
Die Müllfischer (kurz Müfi) sind 1980 hervorgegangen aus Mitspielern der Jungen Bühne Bremerhaven. Diese Bühne spielte seit 1965 unter Regie von Hans Daiminger.
Chefin, Regisseurin und Texterin der Müfis war seit Bestehen der Gruppe die Schulrektorin Helene Daiminger. In der Vorweihnachtszeit 1981 wurde erstmals die Vorstellung Schöne Bescherung im Gemeindesaal im Heidschulweg in Leherheide mit Helene Daiminger, der Juristin Hilde Adolf (SPD), dem Lehrer Manfred Richter (FDP) und Holger Ryfisch aufgeführt.
Zu den Mitgliedern gehörten unter anderen Gerd Blancke, Hannes Daiminger, Eva Erkenberg, Jan Hoheisel, Marianne Klitzka, Sabine Miedlich, Reinhard Rehwinkel, Uwe Requart, Manfred Richter, Holger Ryfisch, Wolfgang Weiss sowie die Politikerin und Senatorin Hilde Adolf.
Die Müllfischer spielten in Bremerhaven im Gemeindesaal der Lukaskirche in Leherheide und im großen Haus des Stadttheaters. Ihre Themen waren die Politik und andere „Nickligkeiten“ in der Seestadt sowie die Politik in Bremen, in Deutschland und die Widrigkeiten des Lebens.
Nachdem 2008 die ganze Vorstellung in der Haifischbar gespielt hatte, war es 2009 ein Hochzeitspalast, 2010 ein Rummelplatz und 2011 das Traumhotel Wählerglück. 2012 war ein Museum der Rahmen für die Szenen.
Im Jahre 2020 lösten sich die Müllfischer auf. Für ihr ehrenamtliches Engagement wurde Helene Daiminger im November 2021 mit dem Bundesverdienstkreuz am Bande ausgezeichnet.